# Siderit
Sideritul este un mineral din grupa carbonaților de fier. Numele său provine din limba greacă: σίδηρος = fier. Având un conținut de fier de 48%, și neincluzând sulf sau fosfor, este un minereu de fier important. Cristalizează în sistemul hexagonal, cristalele fiind de cele mai multe ori romboedrice, cu fețe curbate și striate.
Sideritul se găsește de obicei în filoane hidrotermale, în asociație cu baritina, fluorina, galena etc. De asemenea se poate găsi în roci sedimentare. De multe ori apare în combinație cu magnezitul și cu rodocrozitul, cu care poate să formeze și soluții solide complete. Prezența manganului duce la o culoare neagră a cristalelor.
Cel mai mare zăcământ de siderit se găsește la Erzberg, Austria, unde se estimează că rezervele exploatabile în condiții de eficiență economică sunt de cca. 140 milioane tone de minereu, producția curentă fiind în jur de 1,6-2 milioane tone pe an , . 

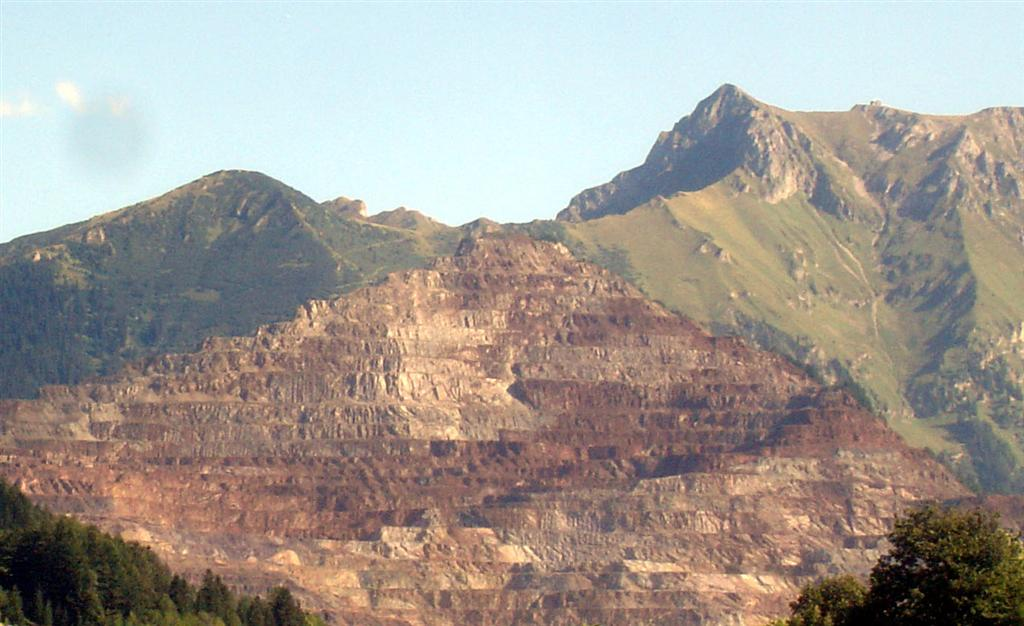
Erzberg, Austria, cel mai mare zăcământ de siderit din lume

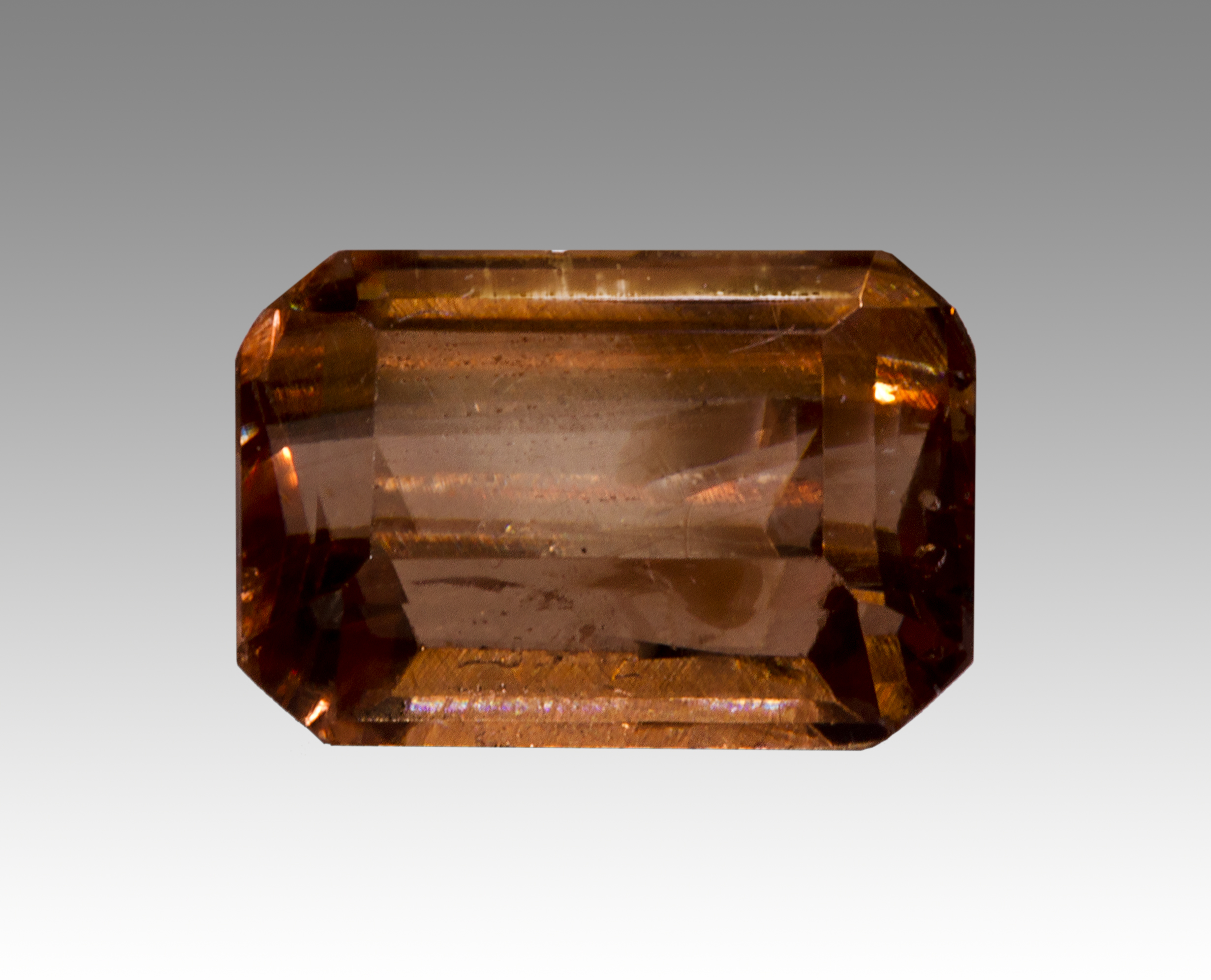
Siderite tăiat

Alte locații importante sunt Mont Saint Hilaire, în Quebec, Canada, zona munților Harz în Germania, Camborne Redruth în Cornwall, Marea Britanie etc. În România se găsește la Ghelar, Teliuc, Dognecea, Cavnic, Baia Sprie, Baia de Arieș etc.